# 箭ノ根ヶ原遺跡

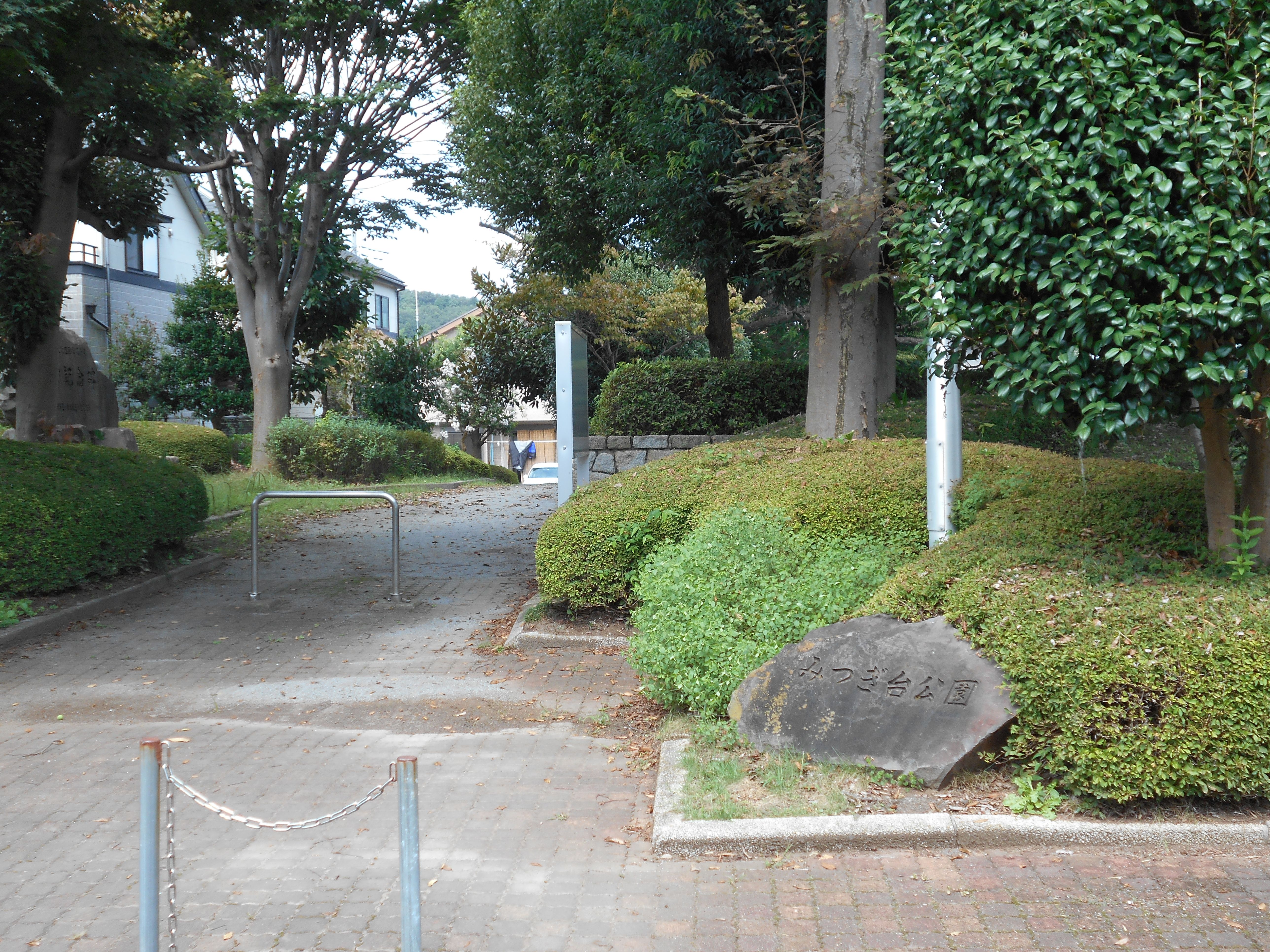
遺跡所在地である「みつぎ台公園」の入口風景。

箭ノ根ヶ原遺跡（やのねがはらいせき）は、埼玉県入間市三ツ木台222番地ほか（旧・入間市大字西三ツ木字金子山241）付近に所在する縄文時代中期を中心とする集落遺跡。

## 概要
JR八高線金子駅の東方約1キロメートルの台地上に立地している。遺跡の北側には霞川が東流し、また南側には木蓮寺地区を谷頭（こくとう/やとう/たにがしら）とする細長く浅い谷戸に画されて、東西に広がる台地上にある。
現地の標高は148メートル前後で、遺跡の東側、上谷ケ貫地区では標高が下がり、霞川の沖積面（ちゅうせきめん）と同レベルとなり、本遺跡の東限となっている。遺跡の規模は東西250メートル×南北100メートルで、発掘調査を実施した主要部分は遺跡の西部にあたる。遺跡名となっている小字名の「箭ノ根」は付近一帯で土器片や石器と共に、多くの石鏃（矢ノ根）が散布していることに由来するといわれている。

## 発掘調査史
発掘調査は大きく2回行われている。

### 第1次調査
最初は1952年（昭和27年）夏に、小泉功、大護八郎、和島誠一、長沢五郎らによって行われた。調査のきっかけは、同年春に金子村立中学校教諭であった長沢五郎からの「金子村から縄文時代中期土器出土」の報が小泉功らに届いたことによる。彼らは発掘調査に先立ち、6月20日に旧避病院の北西側をボーリング調査し、3地点で焼土跡を確認している。そして7月27日・28日に発掘調査が実施され、縄文時代中期の竪穴建物跡1軒が検出された。

### 第2次調査
その次の調査は、入間市金子地区にて土地区画整理事業が予定され、遺跡が存在する西三ツ木の予定区域内に所在する埋蔵文化財の記録保存調査が必要となったことが契機である。以下に発掘調査の経過について記す。
| 年月                            | 主な出来事                                                                                         |
| ------------------------------- | -------------------------------------------------------------------------------------------------- |
| 1986年（昭和61年）5月22日       | 建設部都市計画課と土地整理区画事業対象地域内に所在する埋蔵文化財の取り扱いについて協議する。       |
| 同年5月26日                     | 事業対象地域全域について踏査を実施し、遺跡の範囲・試掘調査対象区域を決定し、都市計画課に連絡する。 |
| 同年12月18日                    | 公道予定地部分について試掘を実施し、竪穴建物跡1軒を検出する（第1調査区）。                         |
| 1987年（昭和62年）1月19日       | 配管埋設予定地部分について試掘を実施し、建物跡1軒を検出する（第2調査区）。                         |
| 同年2月10日                     | 入間市箭ノ根ヶ原遺跡調査会を発足する。                                                             |
| 同年4月23日                     | 第1調査区・第2調査区について現地発掘調査を開始する。                                               |
| 同年5月18日                     | 現地発掘調査を終了する。                                                                           |
| 1988年（昭和63年）5月24日・26日 | 公園建設予定地について試掘を実施し、建物跡3軒を検出する（第3調査区）。                             |
| 同年6月13日                     | 第3調査区について現地発掘調査を開始する。                                                          |
| 同年9月24日                     | 現地発掘調査を終了する。                                                                           |
| 同年10月1日                     | 出土品整理作業を開始する。                                                                         |
| 1990年（平成2年）1月31日        | 出土品整理作業を終了する。                                                                         |

## 検出遺構と遺物
発掘調査が終了した第1～第3調査区からは縄文時代中期の竪穴建物7軒、土壙13基が発見され、そこから縄文土器や石器が出土している。
| 出土場所    | 出土品と出土品点数                                           |
| ----------- | ------------------------------------------------------------ |
| 第1号建物跡 | 土器4点                                                      |
| 第2号建物跡 | 土器6点、石器9点（石器の点数は第1号および第2号建物跡の合計） |
| 第4号建物跡 | 土器4点、石器18点                                            |
| 第5号建物跡 | 土器5点、石器8点                                             |
| 第6号建物跡 | 土器2点、石器4点                                             |
| 土壙        | 土器1点、石器 8点                                            |
| 計          | 土器22点、石器47点                                           |

## 遺跡の現状
本遺跡は縄文時代中期の集落跡を中心とした周知の埋蔵文化財包蔵地である。したがって遺跡は埋没しているか、開発地域部分は調査後に破壊されていることがあり、遺跡そのものを見ることはできないが、みつぎ台公園（入間市三ツ木台222番地）に遺跡の説明板があり、ここに遺跡があることを確認することができる。以下に説明板の文面を紹介する。
| みつぎ台公園と史跡 一 みつぎ台公園 1 名称 みつぎ台公園 2 所在地 入間市三ツ木台二二二番地 3 地積 二二六〇．一二㎡ この公園は、昭和五十九年に設立された入間市西三ツ木土地区画整理組合の区画整 理事業により造成されたものであり、子供達が安全に遊べる場、また地域の潤いの場 として位置づけられている。 二 公園敷地の史跡 1 縄文時代の遺跡 公園敷地を含むこの付近一帯は、箭ノ根ケ原遺跡と称され埋蔵文化財が数多く分布 し、今回の公園造成工事においても、入間市遺跡調査会によって、縄文時代中期の竪 穴式住居跡が土器、石器等と共に多数発掘された。 （以下略） |

## ギャラリー

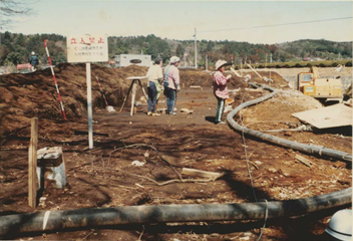
1987年（昭和62年）の発掘調査風景。
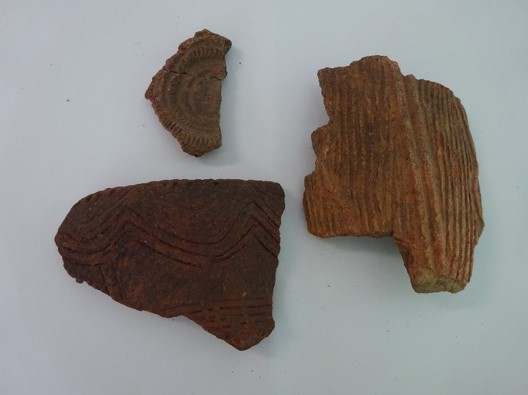
1978年（昭和53年）前後に採取された遺物（縄文土器）。
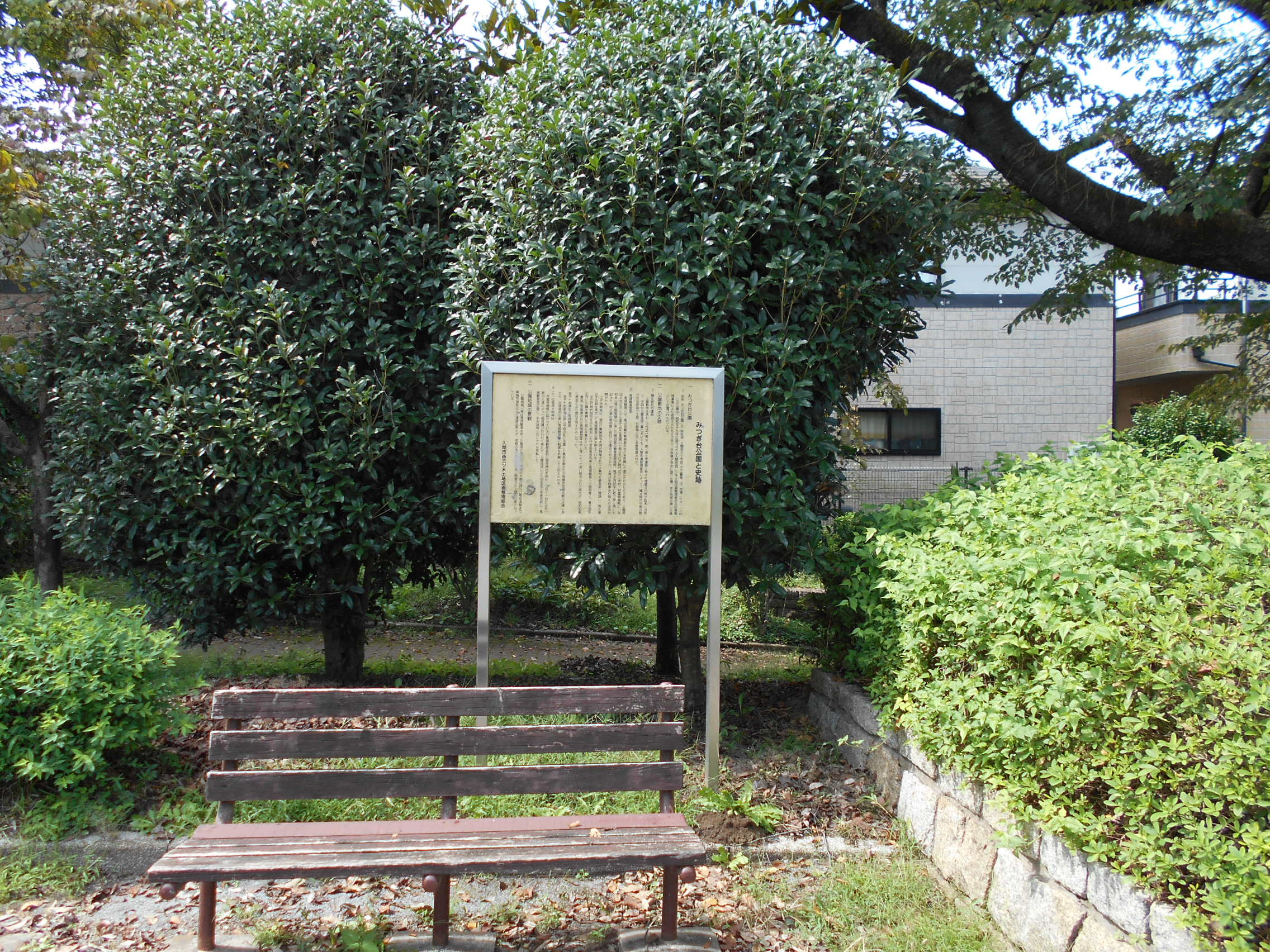
みつぎ台公園の遺跡説明板全景。